# Libeňský plynojem

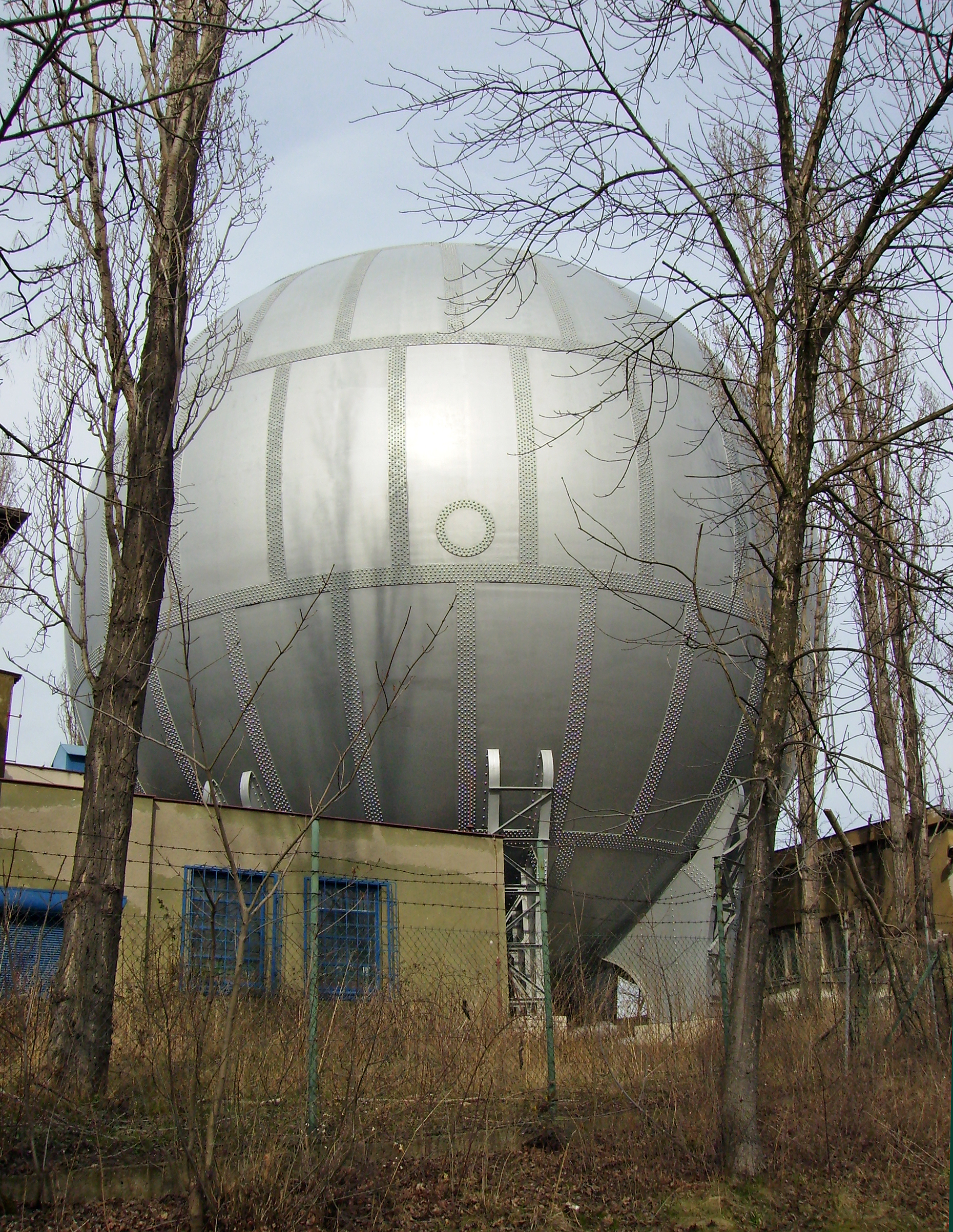
Libeňský plynojem s viditelnou záplatou po průstřelu

Libeňský plynojem je originální technická stavba, která stojí na návrší nad křižovatkou Palmovka v pražské čtvrti Libeň na adrese Ke kouli 2228/2a. Dnes funguje jako podtlaková nádoba napojená na největší aerodynamický tunel v Česku. Místními lidmi je plynojem nazýván Koule. Existenci plynojemu připomínají názvy hned dvou sousedících ulic: Pod Plynojemem a Ke Kouli.

## Historie
Plynojem byl postaven v roce 1932 Vítkovickým hutním těžařstvem a strojně vybaven firmou Českomoravská Kolben-Daněk pro firmu Pražská obecní plynárna. Stavbu provedl Tomáš Keclík, stavební inženýr v Praze. Důvodem výstavby tohoto zařízení byl zejména razantně rostoucí průmysl Libně, Karlína, Holešovic a Vysočan, který již nestačila zásobovat stávající plynárna v Michli.
Svému účelu sloužil kulový tlakový plynojem (první v českých zemích) pouhých třináct let. V závěru druhé světové války byla během květnové revoluce již téměř vypuštěná koule poškozena několika průstřely. Projektil zasáhl plynojem z jižní strany a uvnitř explodoval. Na straně zásahu je umístěna záplata, na severní části jsou dodnes patrné nerovnosti způsobené střepinami. Po opravě se už ke svému původnímu účelu nevrátil a v roce 1949 byl předán k využití Výzkumnému a zkušebnímu leteckému ústavu.
Výzkumný ústav přeměnil původní přetlakovou nádobu na podtlakovou nádrž pro aerodynamický tunel, který je dodnes zařízením s nejvyšší rychlostí proudění (3,5 Mach) na území bývalého Československa. Někdejší plynojem v této své nové funkci prošel řadou modernizací a dodnes slouží jako experimentální pracoviště k aerodynamickým zkouškám a výpočtům letadel či lopatkových strojů. Díky jeho konstrukci je zde možné simulovat fyzikální podmínky při vysokých rychlostech proudění. Vývěvou se nejprve vytvoří v kouli podtlak. Po otevření ventilu koule nasaje aerodynamickým tunelem atmosférický vzduch. V měřicím prostoru aerodynamického tunelu je umístěn model, na němž se měří účinky proudícího vzduchu.

## Technické podrobnosti
V 30. letech 20. století šlo o první zařízení tohoto druhu v českých zemích a o technickou novinku i v evropském a světovém měřítku. Plynojem má tvar koule o průměru dvaceti metrů, celková hmotnost dosahuje 270 tun. Objekt stojí na osmi dvoustěnných plechových nohách, zapuštěných do betonových základů. Je zhotoven z plechů o síle 14 mm, které jsou spojené několikařadovým nýtováním. 
Objem kulového tlakového plynojemu je 4188 m³, užitečný obsah 12 564 m³ při přetlaku 0,3 MPa.
Poslední použitý způsob povrchové ochrany je hliníkový nástřik, který má odrážet sluneční paprsky.

## Zájem umělců o plynojem
Libeňský plynojem, jako výrazný lidský zásah do krajiny, začal okamžitě přitahovat zájem malířů, fotografů a dalších umělců. Tento motiv se objevuje v tvorbě tvůrců ze Skupiny 42 (Miroslav Hák nebo František Gross), fotografovali zde Josef Sudek, Josef Ehm, Tibor Honty, Eugen Wiškovský nebo Dagmar Hochová. Výtvarná i literární díla o tomto motivu zaplnila v roce 2004 pražskou galerii U Zlatého prstenu i rozsáhlou publikaci kunsthistoriků Karla Srpa mladšího a Lenky Bydžovské. Zájem výtvarníků o Libeňský plynojem neoslabuje ani dnes – více než 80 let po jeho postavení.
O plynojemu se ve svém díle zmiňuje i spisovatel Bohumil Hrabal (např. Život bez smokingu), který dlouhá léta žil v nedaleké ulici Na hrázi. Plynojem figuruje i v díle spisovatele Arnošta Lustiga: Hořká vůně mandlí, Petra Stančíka: Pérák nebo Miloše Urbana: Praga Piccola. Existuje také několik písní, jejichž námětem je libeňská koule; skupina Patrola Šlapeto složila píseň Libeňský plynojem, báseň Josefa Škvoreckého Blues libeňského plynojemu zhudebnili nezávisle na sobě Vladimír Veit a Listolet.

## Umístění
Plynojem stojí na návrší nad křižovatkou Palmovka, v těsném sousedství sportovního areálu Českomoravského svazu hokejbalu (dříve TJ Meteor Praha). V současnosti není tak výraznou stavbou v krajině, jakou byl v době svého vzniku. V období první československé republiky byl plynojem nepřehlédnutelný, protože vrchol, na kterém stojí, byl pouze zatravněný. Stavbu dnes „maskují“ okolostojící vzrostlé topoly, které zde byly vysazeny v 60. letech 20. století (podle některých pramenů se jednalo o záměrné zakrytí stavby sloužící pro vojenské účely. V této době byl též plynojem natřen tmavě zelenou barvou).
Oficiální vstup do objektu VZLÚ je z ulice Ke kouli (dřívějším názvem V mezihoří). Mimo dny otevřených dveří není plynojem přístupný jinak než se svolením VZLÚ a.s. Plynojem je viditelný mj. i z železniční trati, po které jezdí vlaky z centra města na nádraží Praha-Libeň (Nové spojení). Dobrá vyhlídka na stavbu je i z estakády tramvajové trati Ohrada – Palmovka.
Okolí Libeňského plynojemu již 20 let hyzdí rozestavěný objekt technického centra (TC 4), které bylo budováno za účelem dodávky energií pro pravobřežní část trasy B v rámci Ochranného systému metra společně se stanicí metra Palmovka. Centrum je od konce roku 1989 ve fázi hrubé stavby. Uvažuje se jak o dostavbě, tak o likvidaci objektu, obě varianty však narážejí na nedostatek financí a složité majetkoprávní vztahy (pozemek ve vlastnictví Českých drah, ke stavbě na něm se nehlásí ani Ministerstvo obrany, ani Dopravní podnik hl. m. Prahy). Kvůli stavbě krytu byl v minulosti zničen park, který se rozprostíral na velké ploše mezi křížením železničních mostů na Balabence až k hotelu Olympik.

## Památková ochrana
Libeňský plynojem byl 2. 11. 2006 vyhlášen kulturní památkou pod názvem Bývalý plynojem Pražské obecní plynárny v Praze 8–Libni. V září 2007 byl plynojem poprvé zpřístupněn v rámci Dnů evropského kulturního dědictví (návštěva přes 800 osob).

## Fotogalerie

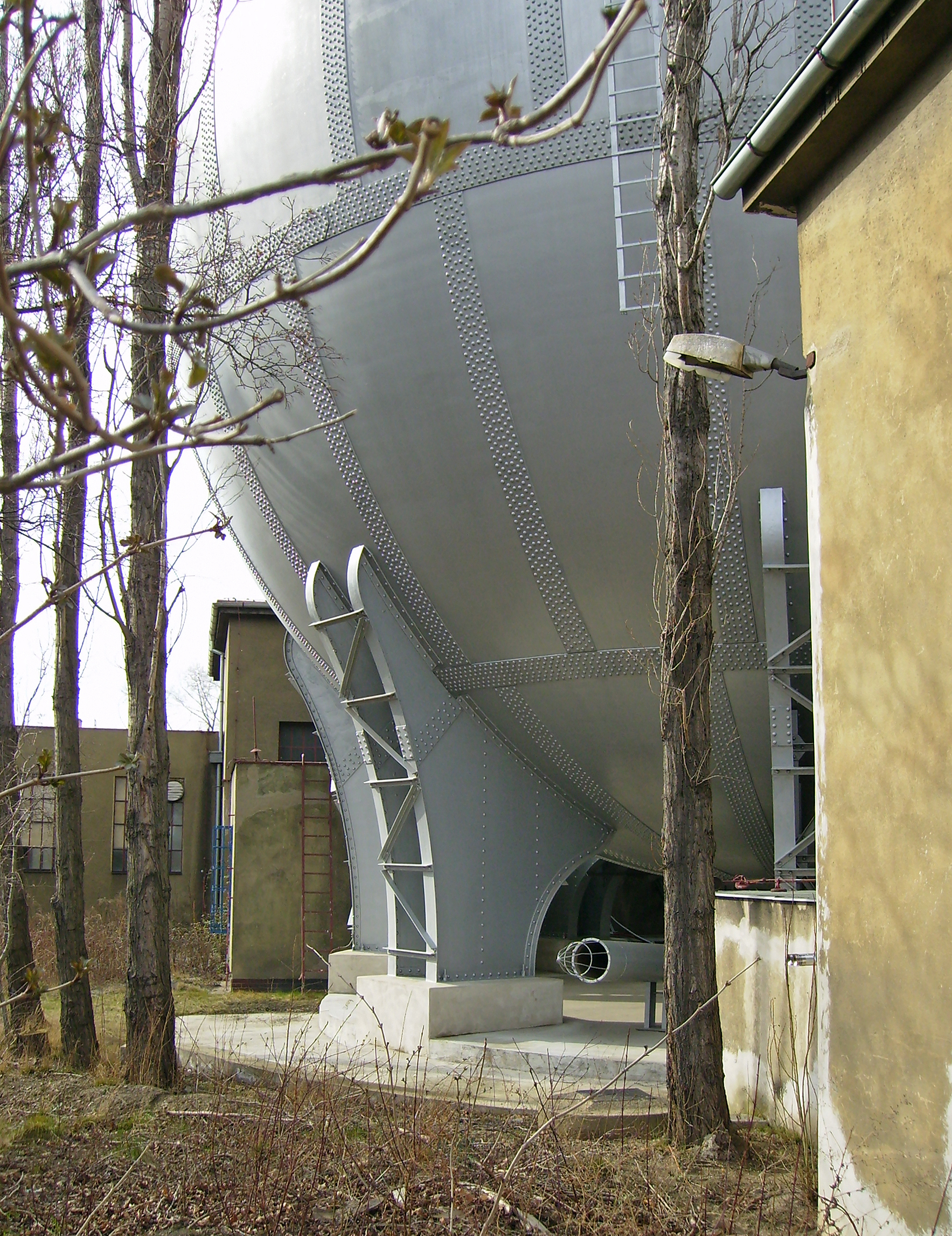
Ukotvení plynojemu
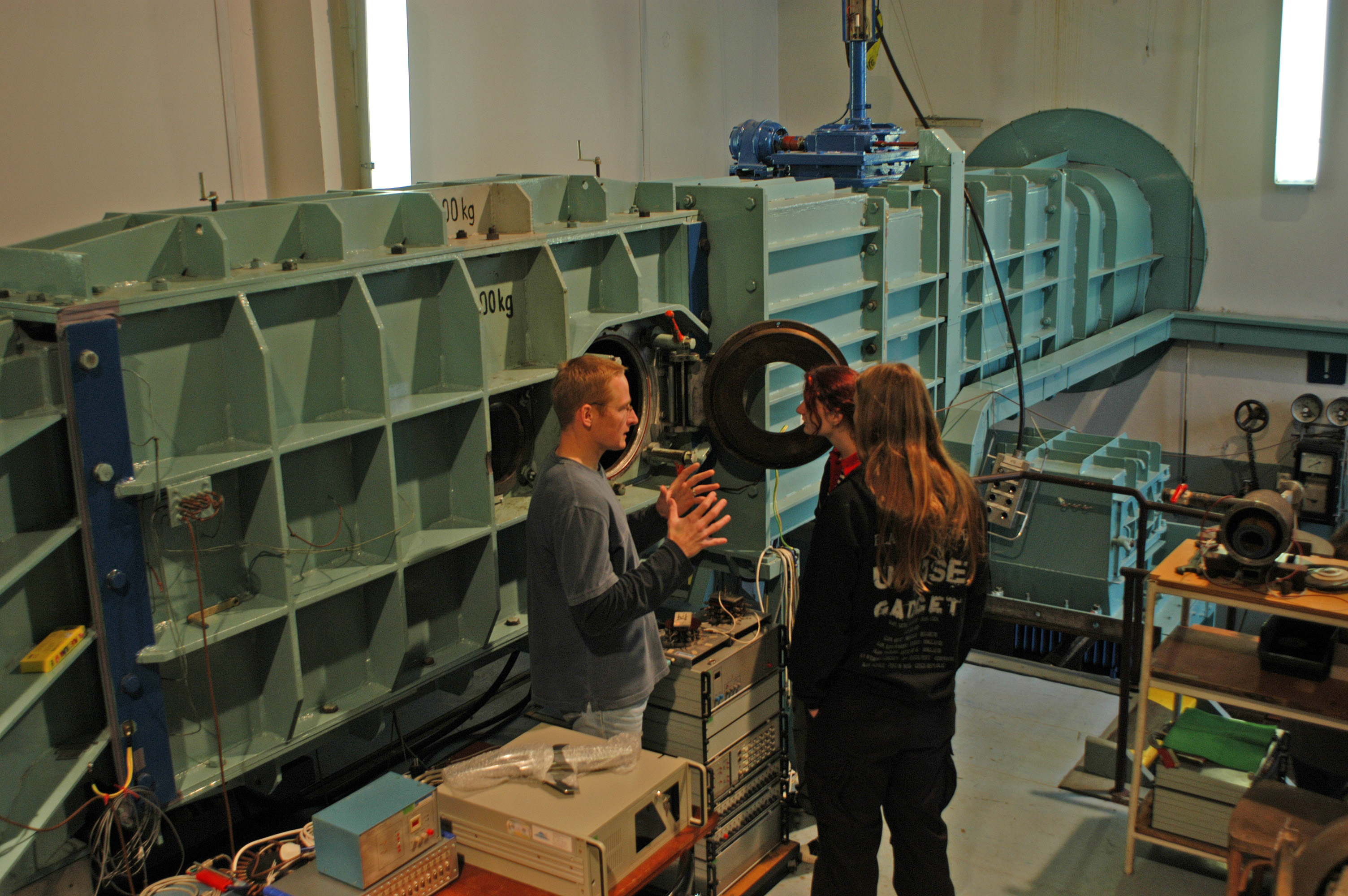
Nadzvukový aerodynamický tunel u Libeňského plynojemu
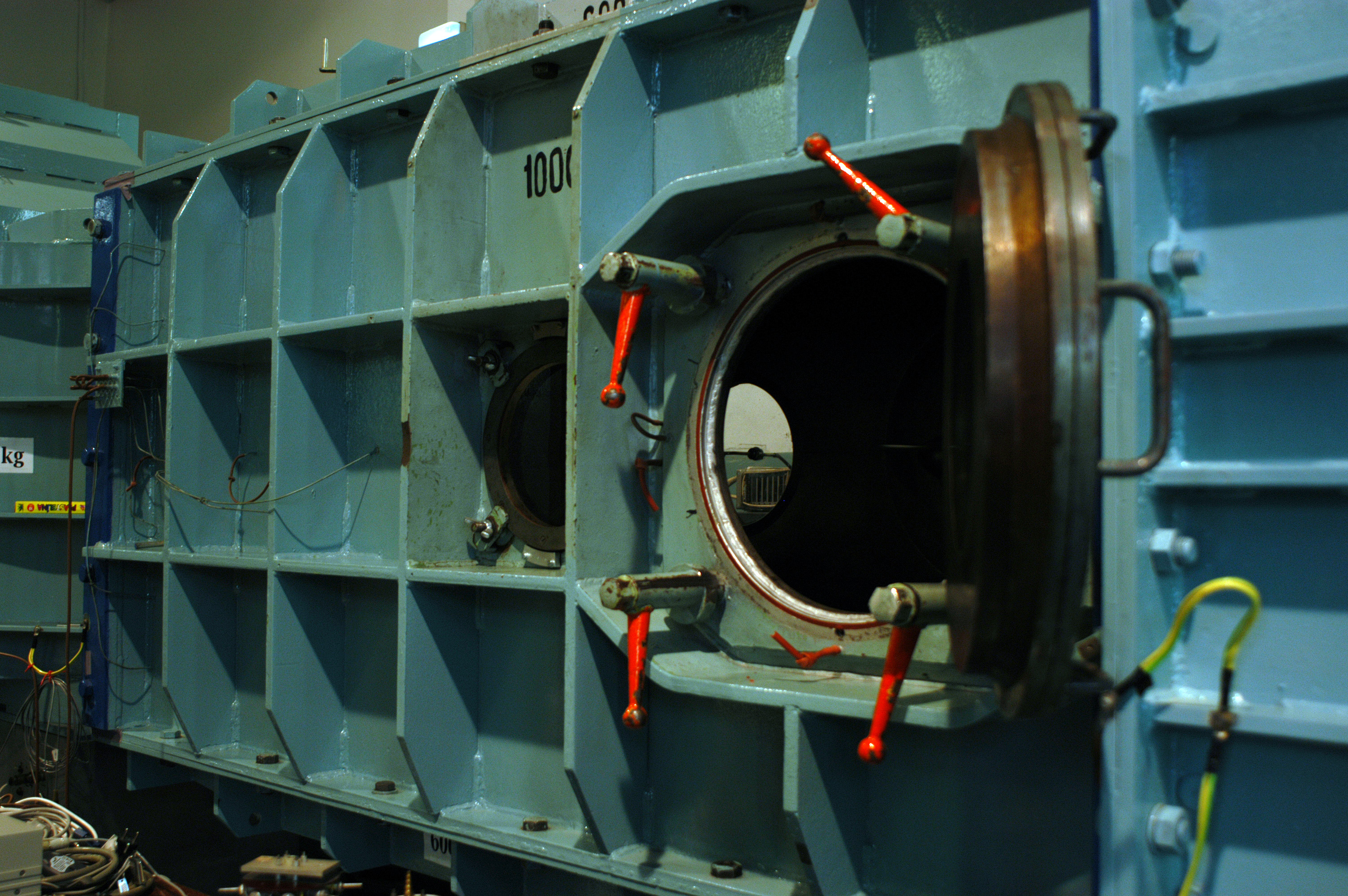
Nadzvukový aerodynamický tunel u Libeňského plynojemu – detail zkušební komory
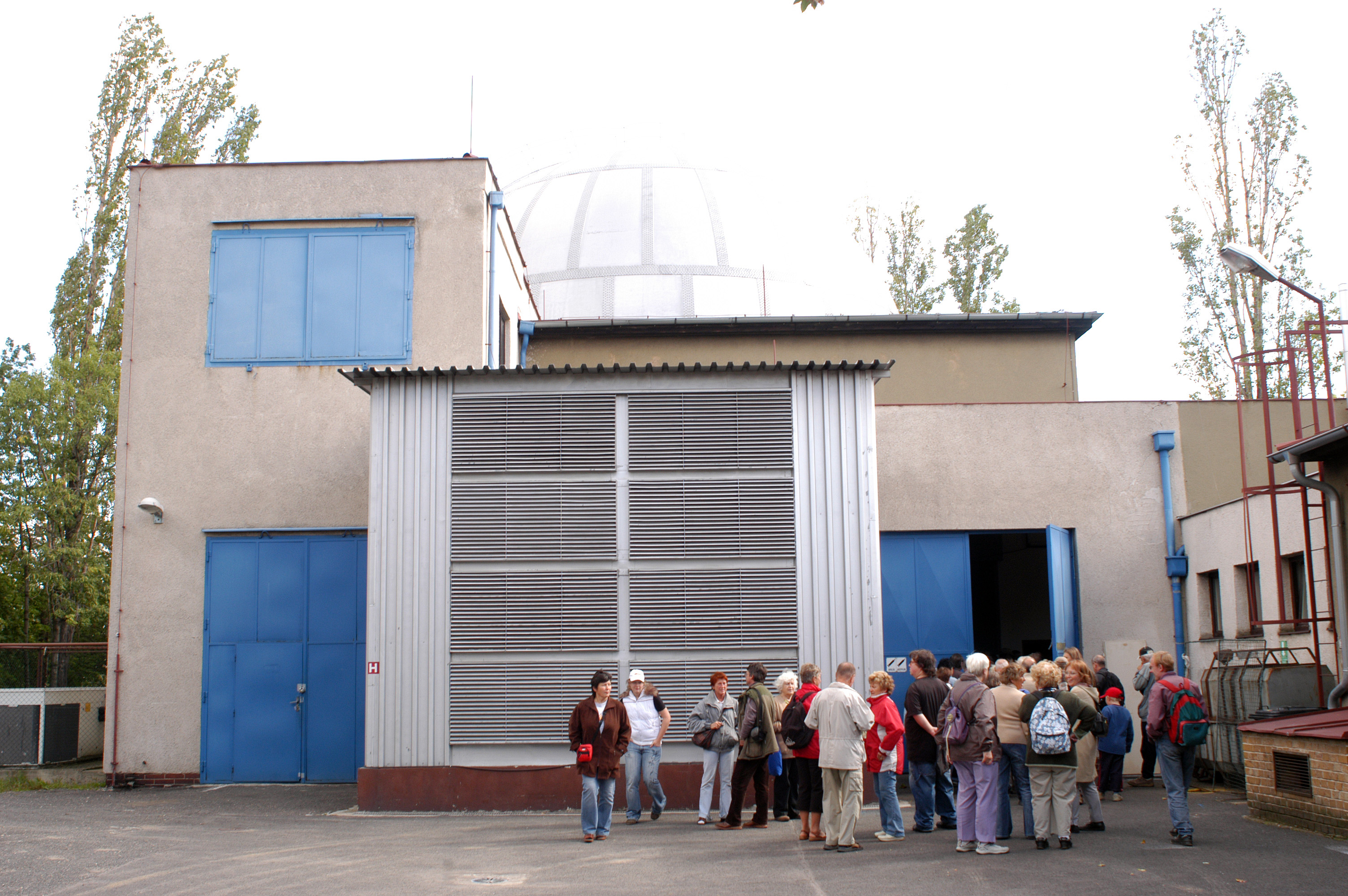
Sušárna vzduchu na jednom z konců tunelu
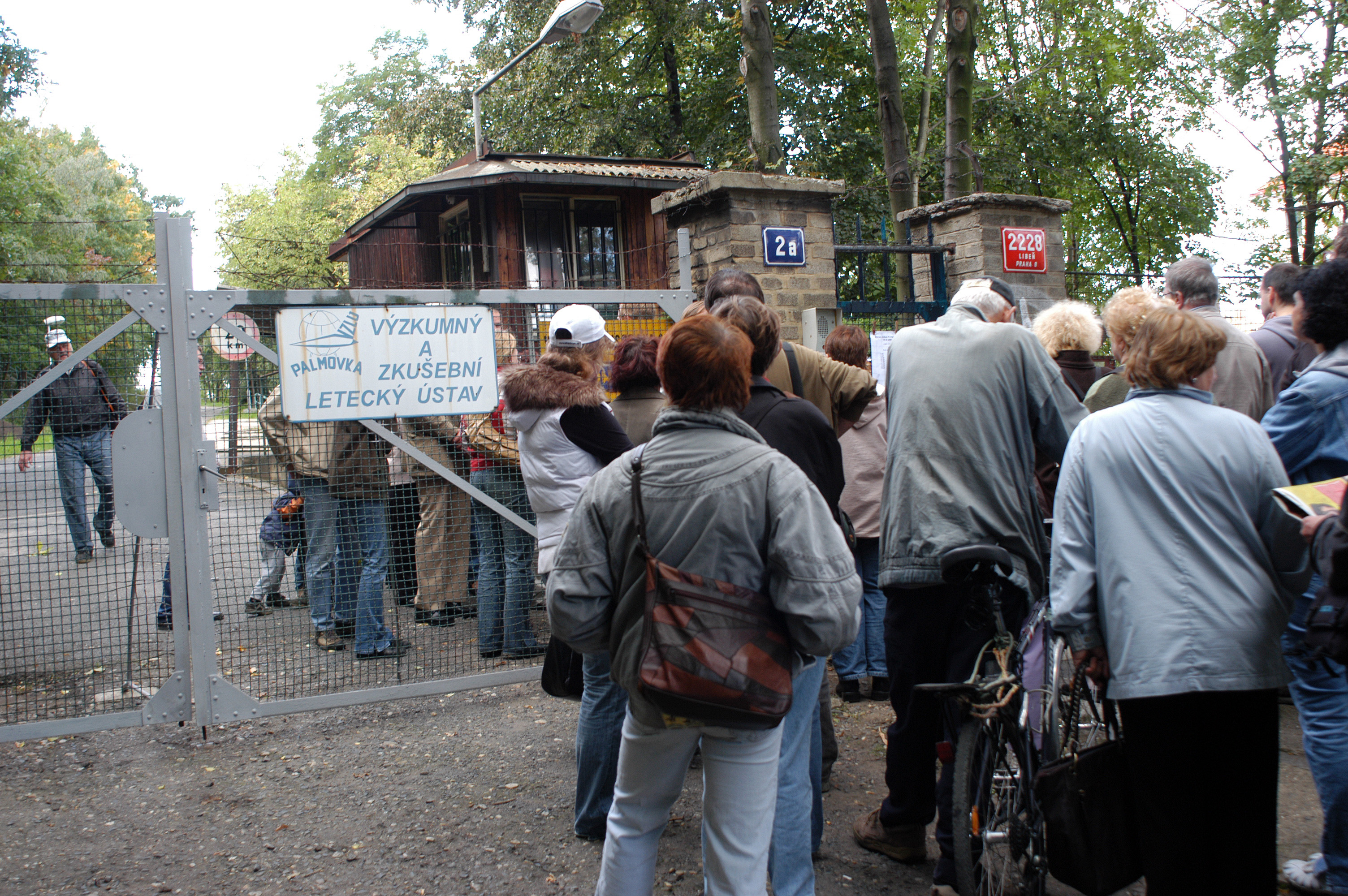
Vchod do objektu VZLÚ Palmovka z ulice Ke Kouli
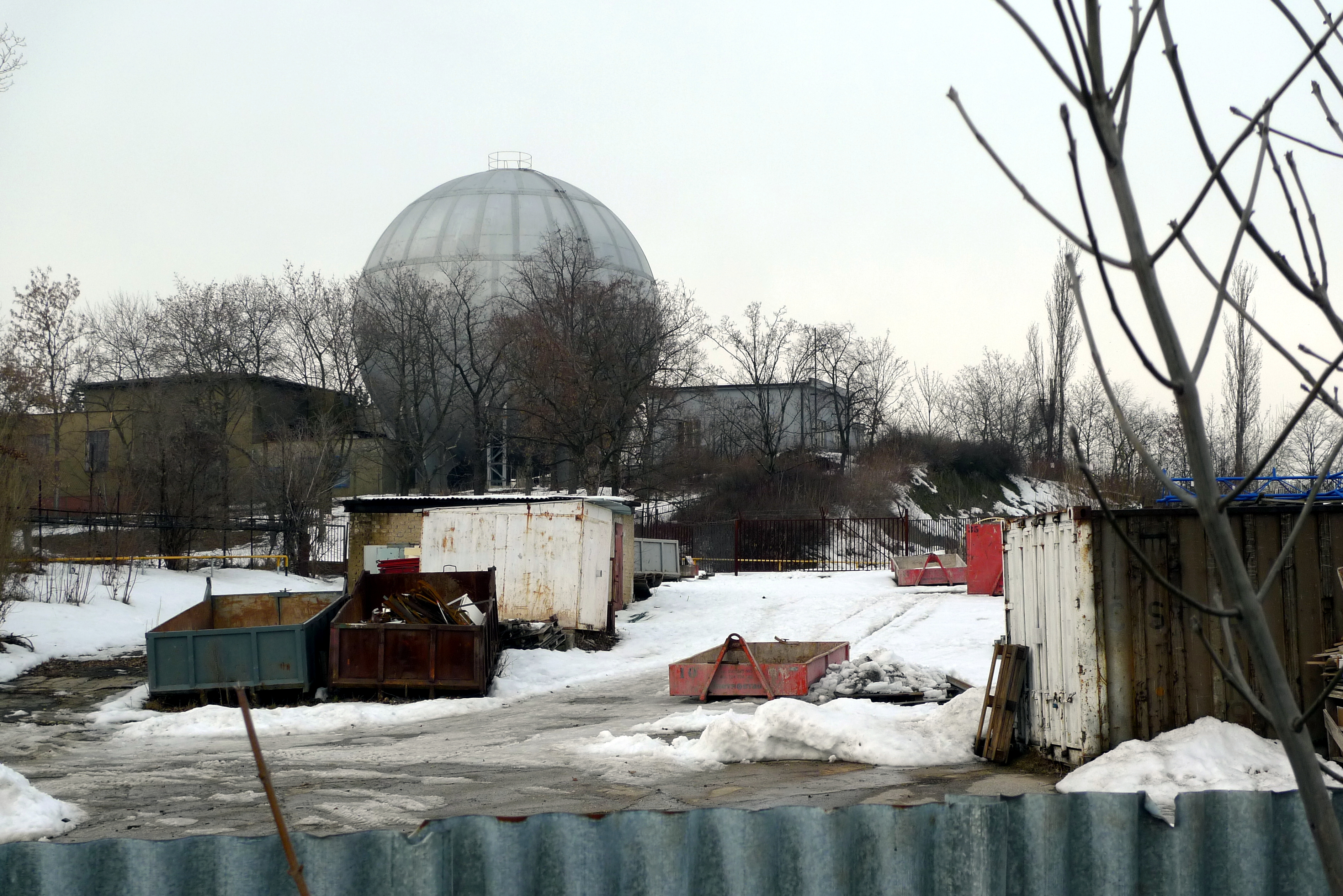
Plynojem vyfotografovaný od Nového spojení
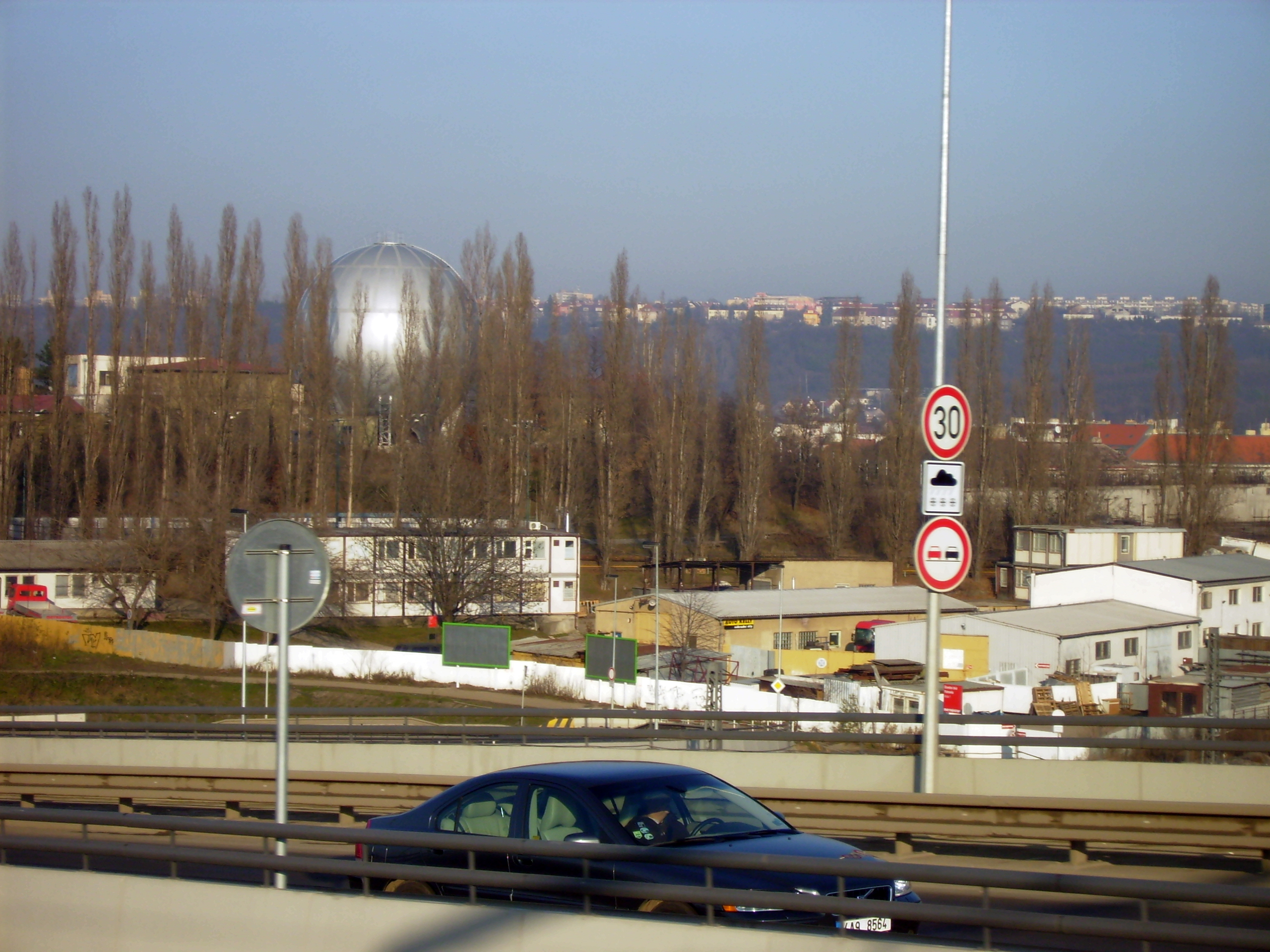
Libeňský plynojem z estakády Palmovka-Ohrada